# Vriesea pinottii
Vriesea pinottii är en gräsväxtart som beskrevs av Raulino Reitz. Vriesea pinottii ingår i släktet Vriesea och familjen Bromeliaceae. Inga underarter finns listade i Catalogue of Life.